# Dunja Staubitz
Dunja Staubitz (* 18. Juli 1972) ist eine ehemalige deutsche Fußballspielerin.

## Karriere
Staubitz gehörte in der Saison 1992/93 dem Bundesligisten Grün-Weiß Brauweiler in der Gruppe Nord der seinerzeit zweigleisigen Bundesliga an. Für die Mannschaft bestritt sie 18 Punktspiele, in denen sie zwei Tore erzielte. Ihre Bundesligapremiere erfolgte zum Saisonauftakt am 16. August 1992 beim 4:0-Sieg im Auswärtsspiel gegen den VfR Eintracht Wolfsburg. Gegen diese Mannschaft erzielte sie auch am 28. Februar 1993 (10. Spieltag) beim 5:1-Sieg im Heimspiel ihre beiden Tore. Mit dem zweiten Platz am Saisonende war ihre Mannschaft für die Teilnahme an der Endrunde um die Deutsche Meisterschaft berechtigt. In dieser bestritt sie lediglich das am 31. Mai 1993 beim TuS Niederkirchen mit 3:4 verlorene Halbfinalhinspiel; das im Rückspiel erzielte Ergebnis von 1:1 unentschieden reichte nicht für den Einzug ins Finale. In diesem war ihre Mannschaft jedoch im Wettbewerb um den DFB-Pokal vertreten. Das am 12. Juni 1993 im Berliner Olympiastadion ausgetragene Finale gegen den TSV Siegen endete nach Verlängerung 1:1 unentschieden. Die Entscheidung wurde im anschließenden Elfmeterschießen mit 5:6 verloren.

## Erfolge
- Meisterschaftsfinalist 1992
- DFB-Pokal-Finalist 1993